# إبادة جماعية في القرن الحادي والعشرين
الإبادة الجماعية هي التدمير المتعمد والمنهجي، كليًا أو جزئيًا لمجموعة إثنية أو عرقية أو دينية أو قومية. صاغ المصطلح رافائيل ليمكين عام 1944. عرّفته المادة 2 من اتفاقية منع جريمة الإبادة الجماعية والمعاقبة عليها (CPPCG) لعام 1948 على أنه «أي من الأفعال التالية المرتكبة بقصد التدمير الكلي أو الجزئي للمجموعات القومية أو الإثنية أو العرقية أو الجماعة الدينية، مثل: قتل أعضاء المجموعة، أو التسبب في ضرر جسدي أو عقلي خطير لأفراد المجموعة، أو إلحاق ظروف معيشية سيئة متعمدة للمجموعة بهدف تدميرها ماديًا بشكل كامل أو جزئي، أو فرض تدابير تهدف إلى منع الإنجاب داخل المجموعة، أو نقل أطفال المجموعة قسرًا إلى مجموعة أخرى.»
ينص الميثاق الاستشاري السياسي على أن «الإبادة الجماعية جريمة بموجب القانون الدولي، وتتعارض مع روح وأهداف الأمم المتحدة ويدينها العالم المتحضر»، ينص أيضًا على «في جميع فترات التاريخ، تسببت الإبادة الجماعية في خسائر فادحة على الإنسانية».

## التعريفات البديلة
يستمر الجدل حول ما يعتبر إبادة جماعية من الناحية القانونية. أحد التعريفات هو أنه نزاع حددته المحكمة الجنائية الدولية على هذا النحو. بحسب محمد حسن كاكار، يجب أن يشمل التعريف الجماعات السياسية أو أي مجموعة يحددها الجاني على هذا النحو. وهو يفضل تعريف فرانك تشالك وكورت جوناسون، الذي يعرّف الإبادة الجماعية على أنها «شكل من أشكال القتل الجماعي من جانب واحد، مثل أن تنوي دولة أو سلطة أخرى تدمير جماعة حددها الجاني على هذا النحو».
أكد بعض العلماء في الأدبيات على الدور الذي لعبه الاتحاد السوفيتي في استبعاد الجماعات السياسية من التعريف الدولي للإبادة الجماعية الوارد في اتفاقية الإبادة الجماعية لعام 1948، وعلى وجه الخصوص، كتبوا أن جوزيف ستالين ربما كان يخشى مزيد من التدقيق الدولي في عمليات القتل السياسي التي حدثت في البلاد، مثل التطهير العظيم.

## الإبادة الجماعية قبل الحرب العالمية الأولى
إن تحليل الإبادة الجماعية التي ارتكبت قبل الحرب العالمية الأولى هو نتيجة الدراسات الحديثة التي تطبق الموضوعية والحقائق، بينما كانت الروايات السابقة للإبادة الجماعية تهدف في الغالب إلى التأكيد على تفوق الفرد. وفقًا لفرانك تشالك وهيلين فين وكورت جوناسون، إذا كان لدى مجموعة مهيمنة من الناس القليل من القواسم المشتركة مع مجموعة مهمشة من الناس، كان من السهل على المجموعة المهيمنة تحديد المجموعة المهمشة على أنها مجموعة غير بشرية، وقد تُصنف المجموعة المهمشة على أنها تهديد يجب القضاء عليه.
في حين أن مفهوم الإبادة الجماعية صاغه رافائيل ليمكين في منتصف القرن العشرين، لكن تضمن توسع القوى الاستعمارية الأوروبية المختلفة مثل الإمبراطوريتين البريطانية والإسبانية، وما تلاه من إنشاء مستعمرات على أراضي السكان الأصليين، في كثير من الأحيان على أعمال عنف وإبادة جماعية ضد مجموعات السكان الأصليين في الأمريكتين وأستراليا وأفريقيا وآسيا. وفقًا لمكين، الاستعمار في حد ذاته «إبادة جماعية في جوهره»، وقد رأى هذه الإبادة الجماعية على أنها عملية من مرحلتين، وكانت المرحلة الأولى منها تدمير أسلوب حياة السكان الأصليين. والمرحلة الثانية عملية فرض من قبل القادمين الجدد لأسلوب حياتهم على مجموعة السكان الأصليين. وفقًا لديفيد مايبوري لويس، يمكن وصف الأشكال الإمبراطورية والاستعمارية للإبادة الجماعية بطريقتين رئيسيتين، إما من خلال التطهير المتعمد لأراضي سكانها الأصليين لجعلها قابلة للاستغلال لأغراض استخراج الموارد أو المستوطنات الاستعمارية، أو من خلال تجنيد الشعوب الأصلية كعمال بالسخرة في مشاريع استعمارية أو إمبريالية لاستخراج الموارد. غالبًا ما يكون تصنيف أحداث معينة على أنها إبادة جماعية أمرًا مثيرًا للجدل.

## الإبادة الجماعية منذ الحرب العالمية الأولى حتى الحرب العالمية الثانية
في عام 1915، بعد عام واحد من اندلاع الحرب العالمية الأولى، أُدخل مفهوم الجرائم ضد الإنسانية في العلاقات الدولية لأول مرة عندما أرسل الحلفاء في الحرب العالمية الأولى خطابًا إلى حكومة الإمبراطورية العثمانية التي كانت أحد أعضاء القوى المركزية، من أجل الاحتجاج على المجازر التي كانت تحدث داخل الإمبراطورية، ومن بينها الإبادة الجماعية للأرمن، والإبادة الجماعية للآشوريين، والإبادة الجماعية اليونانية، ومجاعة جبل لبنان الكبرى. تُعتبر الهولوكوست، الإبادة الجماعية النازية لستة ملايين يهودي أوروبي خلال الحرب العالمية الثانية أكثر أشكال الإبادة الجماعية دراسةً وهي أيضًا نموذج أولي للإبادة الجماعية. أحد أكثر الأسئلة إثارة للجدل بين الباحثين المقارنين هو سؤال تفرد الهولوكوست، الذي أدى إلى هيستوريك إرستريت (Historikerstreit أو التاريخ المتنازع عليه) في ألمانيا الغربية خلال الثمانينيات، وما إذا كانت هناك أوجه تشابه تاريخية بينه وبين أحداث تاريخية أخرى، والتي يعتقد النقاد أنه يقلل من شأنها.
بدأت دراسات الإبادة الجماعية كحقل أكاديمي جانبي لدراسات الهولوكوست، فقد ربط الباحثين في هذا المجال الإبادة الجماعية بالهولوكوست واعتقدوا أن تعريف رافائيل ليمكين للإبادة الجماعية كان واسعًا للغاية. في عام 1985، أشار تقرير ويتاكر الصادر عن الأمم المتحدة إلى المذبحة التي راح ضحيتها 100 ألف إلى 250 ألف يهودي في أكثر من 2000 مذبحة وقعت كجزء من الإرهاب الأبيض خلال الحرب الأهلية الروسية كعمل من أعمال الإبادة الجماعية. واقترحت أنه ينبغي النظر في الإبادة الجماعية، والإبادة العرقية، والإبادة الجماعية الثقافية.

## الإبادة الجماعية منذ عام 1946 حتى عام 1999
تبنت الجمعية العامة للأمم المتحدة اتفاقية الإبادة الجماعية في 9 ديسمبر 1948 ودخلت حيز التنفيذ في 12 يناير 1951. بعد أن أصبحت الدول العشرين الضرورية أطرافًا في الاتفاقية، دخلت حيز التنفيذ كقانون دولي في 12 يناير 1951، ولكن كان اثنان فقط من الأعضاء الخمسة الدائمين في مجلس الأمن التابع للأمم المتحدة أطرافًا في المعاهدة، مما تسبب في ضعف الاتفاقية لأكثر من أربعة عقود. خلال حقبة الحرب الباردة، ارتكبت الفظائع الجماعية من قبل كل من مناهضة الشيوعية / الرأسمالية والأنظمة الشيوعية، ومن بينها عمليات القتل الجماعي الإندونيسي في الفترة بين عامَي 1965 و1966، والإبادة الجماعية في بنغلاديش عام 1971، والإبادة الجماعية في كمبوديا والإبادة الجماعية في تيمور الشرقية. 
أعطت الإبادة الجماعية في رواندا دفعة إضافية لدراسات الإبادة الجماعية في التسعينيات.